# Стаддерт-Кеннеди, Джеффри
Дже́ффри Э́нкителл Ста́ддерт-Ке́ннеди (англ. Geoffrey Anketell Studdert Kennedy; 27 июня 1883, Лидс, Соединённое Королевство Великобритании и Ирландии — 8 марта 1929, Ливерпуль, Соединённое Королевство Великобритании и Северной Ирландии) — англиканский священник и поэт; капеллан британской армии во время Первой мировой войны. Известен также под прозвищем Ви́лли Ву́дбайн (англ. Woodbine Willie), которое получил на фронте, потому, что, оказывая пастырскую помощь раненным и умиравшим британским солдатам, делился с ними сигаретами марки «Вудбайн».

## Биография
Родился 27 июня 1883 года в Лидсе. Он был седьмым ребёнком из девяти детей в многодетной семье викария церкви Святой Марии на Карьер-Хилл в Лидсе Уильяма Стаддерт-Кеннеди и его жены Джанетт, урождённой Энкителл. Предки Стаддерт-Кеннеди по отцовской линии происходили из Ирландии и служили в англиканской церкви. Сам он всегда считал себя ирландцем. Обучался в Лидсской грамматической школе. В 1904 году окончил Тринити-колледж Дублинского университета со степенью в области классических исследований и теологии. Затем год проучился в Рипон-колледже для англиканского духовенства, после чего был назначен викарием в приходе Святого Андрея в Рагби. В 1914 году его назначили священником в приход святого Павла в Вустере.
С началом Первой мировой войны записался добровольцем на фронт. Получил назначение на место капеллана британской армии. В 1917 году был награжден Военным крестом за оказание помощи раненным солдатам во время сражения при деревне Месен. Поддерживал боевой дух в рядах британской армии, выступая перед солдатами по всей линии фронта. Написал ряд стихотворений о личном военном опыте, которые были опубликованы в сборниках «Грубые рифмы падре» (англ. Rough Rhymes of a Padre) в 1918 и «Ещё одни грубые рифмы» (англ. More Rough Rhymes) в 1919 годах. В 1927 году был издан сборник его сочинений под названием «Непередаваемая красота» (англ. The Unutterable Beauty).
В 1922 году Стаддерт-Кеннеди был назначен настоятелем в приходе Святого Эдмунда на Ломбард-стрит в Лондоне. Его взгляды в послевоенные годы основывались на христианском социализме и пацифизме. В это время им были написаны «Ложь» (1919), «Демократия и ошейник» (1921) (в последней были такие главы, как «Церковь, это не движение, а толпа», «Капитализм, это не что иное, как алчность, захватничество и извлечение прибыли», «Так называемое религиозное образование хуже, чем бесполезное»), «Пища для сытых» (1921), «Калитка» (1923) и «Слово и работа» (1925). Он перешел на работу в Индустриальное христианское братство (англ. Industrial Christian Fellowship, ICF), распространяя идеи которого, ездил с лекциями по Великобритании.
Назначение Стаддерт-Кеннеди миссионером этого братства освободило его от рутинных канцелярских обязанностей. Он стал активным защитником рабочего класса. Одним из самых известных его высказываний было: «Если нахождение Бога в наших церквях приводит к тому, что мы теряем Его на наших фабриках, то лучше нам разрушить эти церкви, потому что Бог должен ненавидеть их вид».
Во время одного из лекторских туров Стаддерт-Кеннеди заболел и умер в Ливерпуле 8 марта 1929 года. На его похороны в Вустере собрались многочисленные рабочие, которые пришли засвидетельствовать покойному своё почтение. Декан Вестминстера отказал ему в погребением в Вестминстерском аббатстве, сказав, что Стаддерт-Кеннеди был социалистом, несмотря на то, что сам покойный не доверял большинству политиков и при жизни не вступил ни в одну из политических партий.

## Наследие
В Музее армейских капелланов в Эмпорт-хаус, в графстве Гэмпшир находится стенд с информацией о биографии Стаддерт-Кеннеди. В феврале 2013 года Джон Пакер, епископ Рипона и Лидса открыл в городе Рипон мемориальную доску, посвящённую памяти Рипон-колледжа для англиканского духовенства и его выпускника Стаддерт-Кеннеди. Память Джеффри Стаддерт-Кеннеди отмечается в англиканском сообществе. Его имя внесено в литургический календарь Церкви Англии и Епископальной церкви в США под 8 марта.